# Tragogomphus
Genre
Tragogomphus  est un genre de libellules de la famille des Gomphidae (sous-ordre des Anisoptères).

## Liste des espèces
Selon BioLib (8 septembre 2020) :
- Tragogomphus aurivillii Sjöstedt, 1900
- Tragogomphus christinae Legrand, 1992
- Tragogomphus ellioti Legrand, 2002
- Tragogomphus mamfei Pinhey, 1961
- Tragogomphus tenaculatus (Fraser, 1926)